# Janan Harb
Janan Harb (en árabe: جنان حرب‎: جنان حرب; nacida en 1947) se convirtió en esposa del Rey Fahd en marzo de 1968.

## Vida en sus primeros años
Janan Harb nació en el seno de una familia árabe cristiana Palestina durante el Mandato Británico Palestino en 1947. Su padre era un restaurador.

## Matrimonio
Cuándo Harb tuvo diecinueve años, se casó con el Rey Fahd en marzo de 1968 tras apasionada persecución de este, que llegó al trono real de Arabia Saudí en junio de 1982 . Por este matrimonio, se convirtió al Islam. Tres años más tarde, fue forzada a dejar Arabia Saudí por el hermano del Príncipe Fahd, Príncipe Turki.

## Libro
Janan Harb Al Saud declaró que publicará un libro titulado "The Saudi King and I" (El Rey saudí y yo) donde cuenta su relación con King Fahd detallada y negativamente.